# جون ماركيز هوبكينز
جون ماركيز هوبكينز (بالإنجليزية: John Hopkins)‏ هو دلال وسياسي أسترالي، ولد في 1870 في فيكتوريا في أستراليا، وتوفي في 3 يوليو 1912 في أستراليا. انتخب عضو الجمعية التشريعية لأستراليا الغربية عن دائرة Electoral district of Beverley ‏ (11 سبتمبر 1908 – 28 يوليو 1910) وانتخب عضو الجمعية التشريعية لأستراليا الغربية عن دائرة Electoral district of Boulder ‏ (24 أبريل 1901 – 27 أكتوبر 1905).